# 贡山薹草
贡山薹草（学名：Carex gongshanensis）为莎草科薹草属的植物，为中国的特有植物。分布于中国大陆的云南等地，生长于海拔2,500米的地区，常生于山坡或林下，目前尚未由人工引种栽培。
其种加词“gongshanensis”意为“云南贡山的”。